# Unreleased Art Vol. VII: Sankei Hall Osaka, Japan, November 18, 1980
Unreleased Art Pepper Vol. VII: Sankei Hall Osaka, Japan, November 18, 1980 ist ein posthumes Album des Altsaxophonisten Art Pepper. Die am 18. November 1980 bei einem Konzert in Osaka entstandenen Aufnahmen erschien 2012 auf Widow’s Taste, dem Label seiner Witwe Laurie Pepper. Es war das siebte Album einer Serie von Veröffentlichungen aus dem Nachlass mit dem Titel Unreleased Art.

## Hintergrund
Im November 1980 lief es für Art Pepper ziemlich gut, meinte Kritiker S. Victor Aaron: Seine neu veröffentlichte Autobiografie Straight Life, die er gemeinsam mit seiner Frau Laurie verfasst hatte, erhielt positive Kritiken, und der Musiker hatte kürzlich ein Streicher-Album (Winter Moon) herausgebracht, das positive Kritiken erfuhr. Zur Tour durch Japan kehrte sein bevorzugter Pianist George Cables in die Band zurück.
Unter diesen glücklichen Umständen geschah das Konzert Peppers in Osaka, von dem der Mitschnitt auf dieser Doppel-CD stammt. Pepper war eigentlich ziemlich  zufrieden mit der ganzen Band, nicht nur mit Cables. Der 22-jährige Tony Dumas hatte sich nach einem holprigen Start in Peppers Band gut eingelebt. Carl Burnett war derjenige, den Pepper ausdrücklich als seinen Lieblingsschlagzeuger bezeichnete. Pepper verwendete für seine Set-Liste eine Mischung aus bekannten Standards und Bebop-Original-Kompositionen, die sich mit den Set-Listen früherer unveröffentlichter Art Pepper-Alben aus dem Nachlass überschneiden.

## Titelliste
- Art Pepper: Unreleased Art Pepper Vol. VII: Sankei Hall - Osaka, Japan, November 18, 1980 (Widow’s Taste APMC12001)[2]

CD 1
1. Landscape 	11:50
2. Talk, band intros 	2:11
3. Ophelia 	9:52
4. Cherokee (Ray Noble)	12:40
5. Talk, about Cherokee 	0:17
6. (Somewhere) Over the Rainbow (Harold Arlen, E. Y. Harburg)	12:37
7. Talk, presenting George Cables 	0:11
8. Quiet Fire (piano solo) 	6:29
9. Talk, introducing Straight Life 	0:43
10. Straight Life 	7:00

CD 2
1. Y.I. Blues 	9:30
2. Talk, about Y.I. Blues 	0:55
3. Avalon  (Al Jolson, Buddy DeSylva, Vincent Rose)	7:26
4. Talk, about Avalon 	0:32
5. Make a List 	19:01,
6. Talk, about Make a List 	0:43
7. Winter Moon 	11:32
8. Talk, about Winter Moon 	0:25
9. Donna Lee (Charlie Parker)	10:18

## Rezeption
S. Victor Aaron schrieb in Something Else, in Anbetracht der Tatsache, dass der Mitschnitt von einer Kassettenaufnahme eines unbekannten Konzertbesuchers ausgewählt wurde, sei die Klangqualität recht gut. „Jeder in der Band ist zu hören, obwohl ich Cables manchmal gerne etwas besser gehört hätte.“ Die Musik, die in der Nacht des 18. November 1980 in Osaka, Japan, aufgeführt wurde, belegt Peppers „zufriedenen Gemütszustand“.